# Reserva natural Barba Azul
La reserva natural Barba Azul es un área protegida del norte de Bolivia, ubicada en el municipio Santa Ana del Yacuma, creada por una ONG con el principal objetivo de proteger a la especie Ara glaucogularis (paraba barba azul).
En 2015 fue clasificada como sitio de importancia regional en la red hemisférica de reservas para aves playeras (RHRAP)  —el primero en Bolivia— y declarada reserva privada de patrimonio natural (RPPN) en octubre de 2020 a través del Plan de Ordenamiento Predial (POP) aprobado por la Autoridad de Fiscalización y Control Social de Bosques y Tierra (ABT) del Ministerio de Medio Ambiente y Agua (Bolivia).

## Características
La reserva, incluida en el sitio Ramsar Llanos de Moxos, fue creada en 2008 por la ONG Asociación Civil Armonía con el propósito de proteger a la paraba barba azul y su hábitat. Comprende 11 000 hectáreas en la llanura beniana, una extensa sabana inundable con bosques en galería e islas de bosque; esta región tiene ocho meses de inundaciones —desde noviembre hasta julio— seguidos por cuatro meses de sequía extrema —desde julio hasta noviembre—. Por el área discurre el río Tiniji, que actúa como cortafuego natural, y el Omi, ambos con islas de bosque de motacú. Se encuentra a 75 kilómetros al oeste de la ciudad de Santa Ana del Yacuma.

## Flora

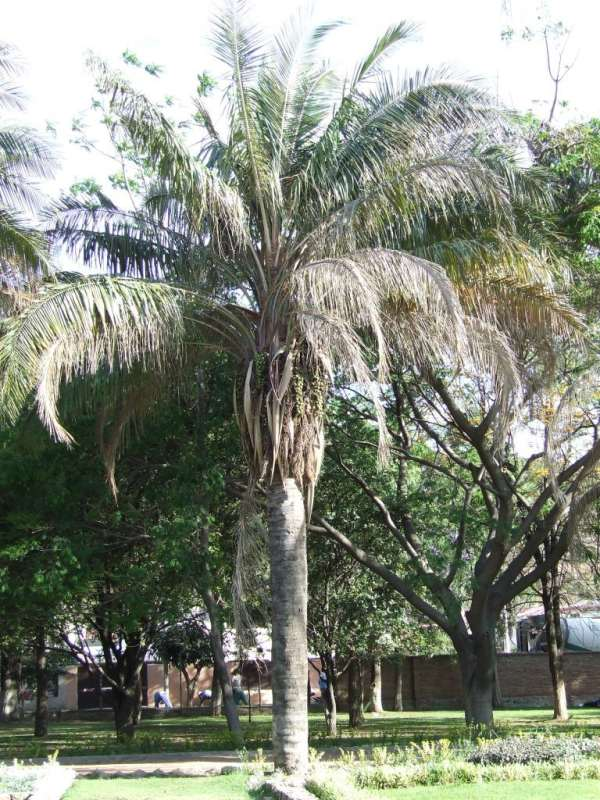
Attalea princeps
Palmera motacú

Uno de los árboles con mayor distribución es la palmera motacú, de la que se utiliza el fruto —comestible— las semillas para elaborar aceites y las hojas para uso artesanal. También es utilizado por las comunidades de tacanas y lecos por sus propiedades medicinales. El fruto de esta palmera es uno de los alimentos de la paraba.  

## Fauna

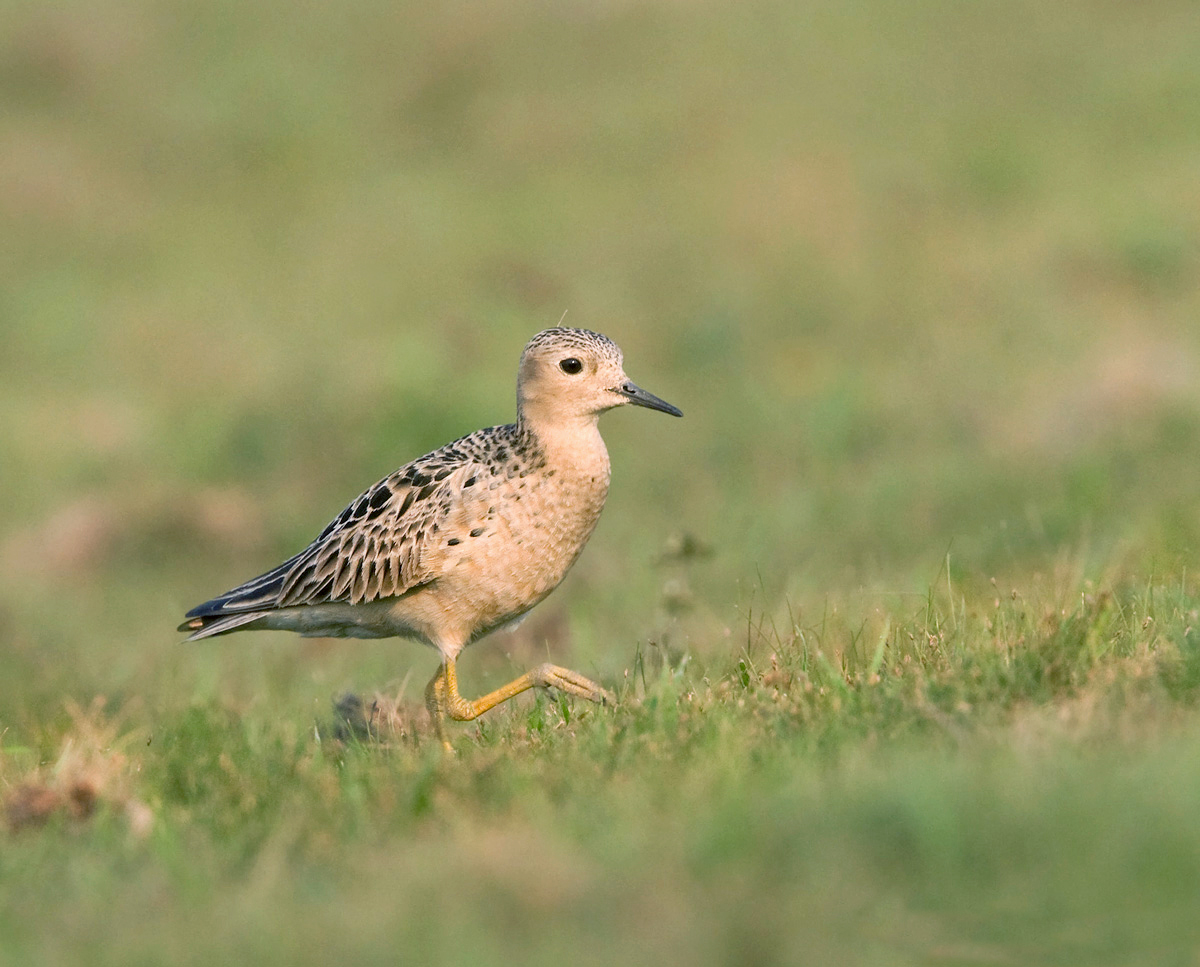
Calidris subruficollis
Playero acanelado

Alrededor de diecisiete especies de guacamayos, además de la paraba barba azul, habitan la reserva.
El tibibi o playero acanelado, clasificado por la IUCN como casi amenazado  y otras aves playeras como el playero pectoral, el playero batitú y el chorlito dorado americano se detienen en esta área en su migración hacia el sur para alimentarse; sin embargo, en la época de migración hacia el norte la zona está en su etapa de inundación, por lo que siguen su viaje hasta los llanos de Colombia y Venezuela. Otras aves, entre las 320 especies que se avistan en el área son: bienteveo común, killi killi o cernícalo americano, chimango, suirirí piquirrojo, suirirí cariblanco, ganso del Orinoco, bisbita amarillento, carpintero blanco, cóndor blanco, zopilote negro, tirano cola serpentina o yetapá grande,  chiñi, chopí, playero pata larga y ñandú. Además, habitan especies de aves clasificadas como vulnerables en la Lista Roja de la UICN, como pinzón enmascarado, tachuri coludo y yetapá chico, entre otras.
En cuanto a mamíferos, habitan el área: borochi o aguará guazú, mono aullador negro, gato de las pampas, puma, oso melero, carachupa oreja blanca o zarigüeya, puercoespín arborícola, jochi colorado o agutí rojizo, ciervo de los pantanos, oso hormiguero gigante y tapir amazónico.

### Paraba barba azul

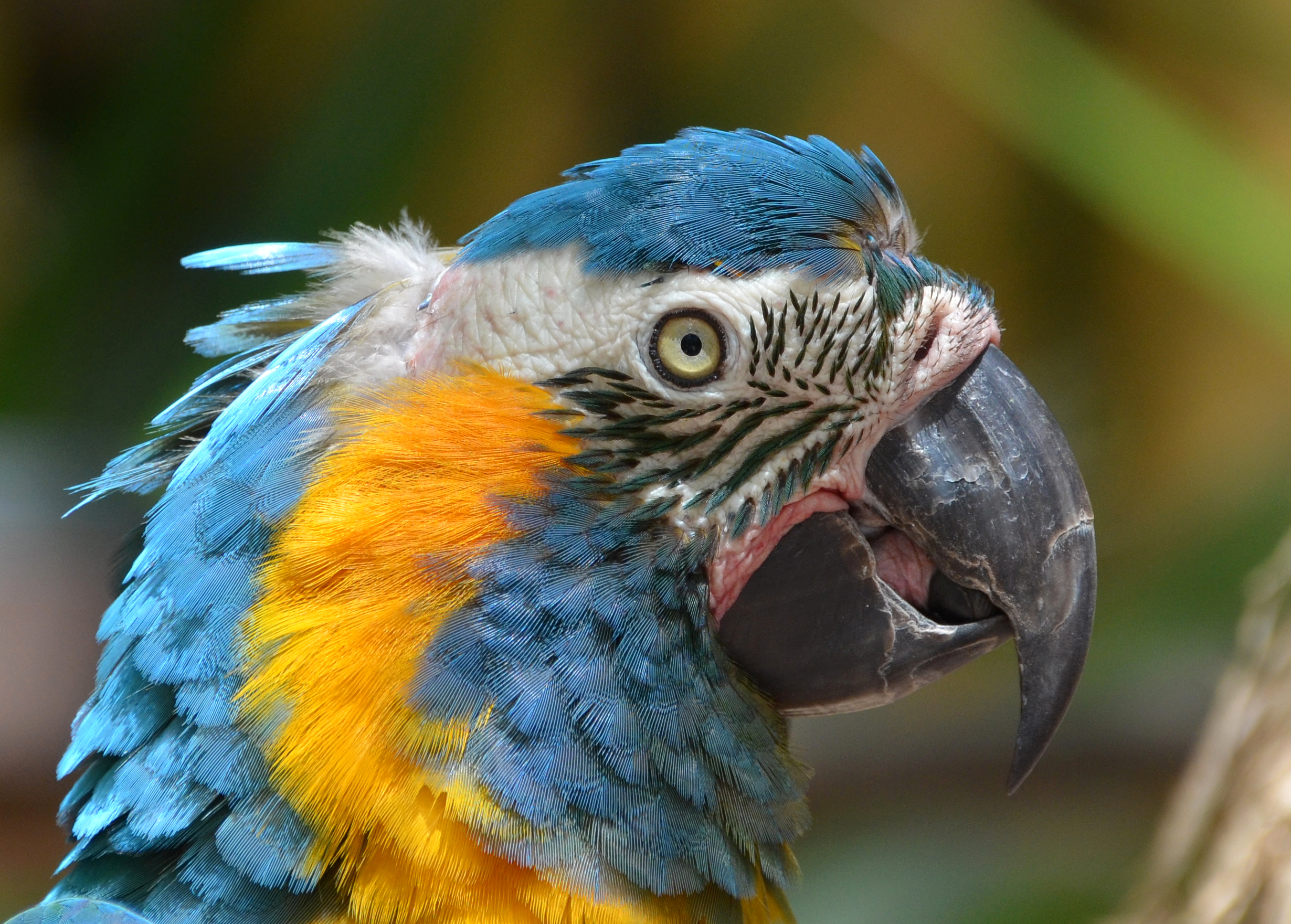
Ara glaucogularis
Paraba barba azul

Ara glaucogularis, conocido en Bolivia como paraba barba azul, es denominado también como paraba cuello azul, guacamayo de collar azul, guacamayo amarillo, guacamayo barbiazul, guacamayo barbazul y guacamayo caninde. Es un ave endémica de la llanura beniana, clasificada por la UICN en peligro crítico de extinción  y declarada patrimonio natural del Estado Plurinacional de Bolivia en 2014. Está incluida en el Apéndice I de la Convención sobre el Comercio Internacional de Especies Amenazadas de Fauna y Flora silvestres (CITES).
Es uno de los principales dispersores de semillas de la palmera motacú, contribuyendo a la regeneración natural del ecosistema; la paraba toma el fruto carnoso de la palmera y vuela a otros árboles con ramas más estables para consumirlo, a una distancia media de veintinueve metros, descartando la semilla en el lugar.

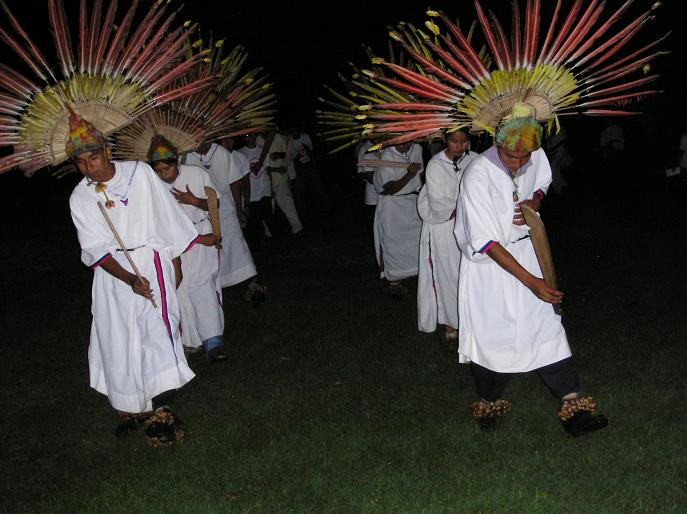
Danza de los macheteros en el TIPNIS (Beni, Bolivia) en 2004.

La danza de los macheteros, expresión cultural típica del departamento del Beni, declarada patrimonio cultural e inmaterial del Estado Plurinacional de Bolivia por ley n.° 1228 el 18 de septiembre de 2019, requiere para su vestimenta un tocado que lleva alrededor de 32 plumas de especies del género Ara, entre ellas, la paraba barba azul; se utilizan solamente las dos más largas de la cola, por lo que se extraen las plumas de, por lo menos, dieciséis aves para cada uno. Esto se está revirtiendo con el reemplazo por plumas artificiales.

## Amenazas
- Pérdida de hábitat de la paraba y otras especies.[20]

- - Tala de bosques.[21]
  - Sobrepastoreo.[22] La ganadería es la principal actividad económica del departamento del Beni.
  - Fuegos estacionales.
  - Avance de los cultivos de soja y arroz.
- Tráfico ilegal de aves, venta como mascotas (o para zoológicos en las décadas de 1970-1980).[19][21]
- Uso de plumas en tocados para danzas tradicionales.[19]

En 2020 un guardaparque detectó la presencia de avasalladores en la reserva natural, que tumbaron árboles e introdujeron ganado al área protegida. La ONG Armonía denunció este hecho ante el Instituto Nacional de Reforma Agraria de Bolivia, cuyo director departamental dijo que no son terrenos disponibles del Estado, como alegaban los avasalladores.